# Asistencia sanitaria en Israel

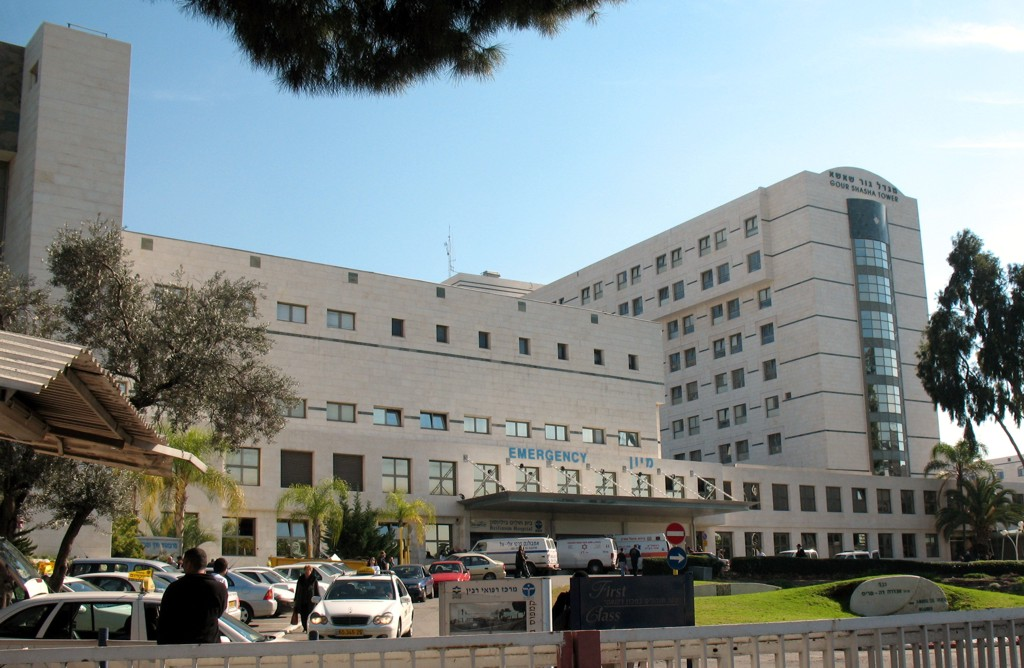
Centro Médico Rabin en Petaj Tikva, Israel.

La asistencia sanitaria en Israel la provee tanto el estado como las instituciones médicas privadas, siendo un sistema sanitario universal mixto y obligatorio. El sistema es administrado por un pequeño número de organizaciones financiadas con fondos del gobierno, todos los ciudadanos de Israel tienen derecho a dicha atención médica que es financiada por todos los ciudadanos, independientemente de sus medios económicos. Según un estudio realizado en 2000 por la Organización Mundial de la Salud (OMS), Israel posee uno de los mejores sistemas de salud del Mundo.

## Historia
Durante el Mandato Británico de Palestina se adoptaron medidas para mejorar la salud pública en la zona. En Jerusalén, se acumulaban grandes toneladas de basura que empezaron a ser retiradas paulatinamente, los contenedores de basura pública se instalaron y toda la población fue vacunada contra la viruela mientras que las piscinas y cisternas de agua estaban cubiertas de repelentes de mosquitos como parte de la campaña para erradicar la malaria.
El Sistema de Salud pública en Israel se construyó sobre los cimientos del sistema implantado durante el Mandato Británico. 
La atención médica en Israel es universal y la participación en un plan de seguro médico es obligatoria. Todos los residentes israelíes tienen derecho a la atención médica básica como un derecho fundamental. El sistema de salud israelí se basa en la ley nacional del seguro médico de 1995, que obliga a todos los ciudadanos residentes en el país a unirse a uno de los cuatro proveedores oficiales de seguro médico, conocidos como Kupat Cholim (קופת חולים), que funcionan como organizaciones sin ánimo de lucro, y tienen prohibido por ley negar la membresía a cualquier ciudadano o residente israelí.
El seguro de salud es administrado por unas organizaciones llamadas Kupat Cholim, la mayoría de las cuales fueron establecidas por el sindicato Histadrut, antes de la fundación del Estado hebreo. 
Los miembros pagan unas cuotas de afiliación a estos fondos, y a cambio reciben un servicio de salud.
Los israelíes pueden aumentar su cobertura médica y mejorar sus opciones comprando un seguro médico privado. En una encuesta realizada en 48 países en 2013, el sistema de salud de Israel ocupó el cuarto lugar en el mundo en términos de eficiencia. En 2015, Israel fue clasificado como el sexto país más saludable del mundo según las clasificaciones de Bloomberg, y ocupó el octavo lugar en términos de esperanza de vida.
En 1973 una ley especial promulgada obligó a todos los empleadores en Israel a participar en el seguro médico de sus trabajadores, por medio de un pago directo a un fondo de mantenimiento de la salud, del cual los trabajadores eran miembros.
En 1988, el gobierno israelí designó una comisión de encuestas para examinar la eficacia del sistema de salud de Israel. La comisión entregó el informe final en 1990. La principal recomendación de este informe fue a promulgar una Ley de Seguridad social y Salud en Eretz Israel.

## Ley de Seguros de Salud y Atención Médica
En 1995, la ley del seguro nacional de salud entró en vigor, lo que hizo obligatorio el ser miembro de uno de los cuatro proveedores de servicios de salud existentes para todos los ciudadanos y residentes israelíes. La ley determina un paquete de beneficios común (סל בריאות) para todos los ciudadanos, una lista de servicios médicos y tratamientos que cada una de las organizaciones de mantenimiento de la salud deben ofrecer a sus pacientes, y cuyos miembros deben financiar. Además, algunos servicios se reunieron bajo la administración directa del Estado israelí, generalmente son gestionados por medio del Ministerio de Salud de Israel, la ley establece un sistema de financiación pública de los servicios de salud, por medio de un impuesto progresivo, administrado por la organización Bituah Leumí de Israel, un organismo de la seguridad social que transfiere los fondos a las organizaciones de mantenimiento de la salud, de acuerdo a una fórmula determinada en función del número de miembros de cada fondo, la distribución por edades de los miembros, y un número de otras variables. Las organizaciones de mantenimiento de la salud también reciben financiamiento directo monetario por parte del Estado. Antes de la promulgación de la ley del seguro médico, la única organización para el mantenimiento de la salud que aceptaba a pacientes sin discriminación por razón de edad o situación médica, era el proveedor de servicios de salud Clalit Health Services, una empresa propiedad del sindicato Histadrut. Después de la promulgación de la ley de salud de 1995, la participación en cualquiera de las cuatro organizaciones de mantenimiento de la salud está garantizada para todos los habitantes y residentes israelíes, los ciudadanos israelíes tienen derecho a cambiar de proveedor de servicios de salud una vez al año. La ley de 1995 estableció un sistema de supervisión financiera y médica de los proveedores de servicios de salud por parte del Estado. Además del paquete de beneficios previstos para todos los ciudadanos, que ofrece cobertura para el cuidado de la salud básica y esencial, todos los fondos de salud proporcionan a sus miembros la opción de adquirir "seguros complementarios" (ביטוח משלים), que incluyen los servicios y tratamientos que no son cubiertos por el sistema de financiación pública estatal. Los cuatro proveedores de servicios de salud del país son: Clalit Health Services, (el proveedor más grande con aproximadamente el 54% de la población israelí que pertenece al mismo), Kupat Holim Meuhedet,  Maccabi Sherutei Briut y el fondo de salud Leumit Health Fund. Israel ha mantenido un sistema de salud socializado desde su creación en 1948, aunque la ley del seguro nacional de salud se aprobó el 1 de enero de 1995.
El estado es responsable de proporcionar los servicios de salud a todos los ciudadanos y residentes del país, quienes pueden inscribirse en uno de los cuatro fondos de servicios de salud. Para ser elegible, un ciudadano debe pagar un impuesto sobre el seguro de salud. La cobertura incluye el diagnóstico y el tratamiento médico, la medicina preventiva, la hospitalización (general, maternidad, psiquiátrica y crónica), la cirugía y los trasplantes, la atención odontológica preventiva para los niños, los primeros auxilios y el transporte a un hospital o clínica, los servicios médicos en el lugar de trabajo, el tratamiento por el abuso de drogas, el tratamiento contra el alcoholismo, los equipos y aparatos médicos, los obstetras, los tratamientos de fertilidad, la medicación, el tratamiento de las enfermedades crónicas y los servicios paramédicos, la fisioterapia y la terapia ocupacional

## Atención médica a los Palestinos
Los residentes de los Territorios Palestinos que buscan atención médica en Israel (en lugar de en uno de los nueve hospitales ubicados en los territorios palestinos) son tratados en virtud de un acuerdo financiero firmado con la Autoridad Nacional Palestina. En enero de 2009, después de la ofensiva militar israelí en la Franja de Gaza, la Autoridad Palestina canceló la cobertura financiera de toda la atención médica para los palestinos en los hospitales israelíes, incluyendo la cobertura para los enfermos crónicos y las personas necesitadas de cuidados complejos que no está disponible en otros centros médicos terciarios en la región.

## Proveedores de cuidado de la salud
Consisten en una mezcla de entidades privadas, semi-privadas y públicas. En general, los hospitales y centros médicos son gestionados directamente por Clalit para sus miembros, mientras que el HMO más que operan sus propias clínicas médico de familia en las grandes ciudades y el contrato con la práctica de la familia de propiedad privada clínicas en las comunidades más pequeñas. Al igual que con la práctica principal, Clalit tiende a brindar atención especializada y ambulatoria en sus propias clínicas, mientras que los otros HMOs en general, un contrato con médicos externos, privados e instalaciones de asistencia para este tipo de servicio. Además de estos, el Ministerio de Salud en conjunto con diversas autoridades locales también administra una red de bienestar público de atención y cuidado prenatal y clínicas de cuidado infantil en todo el país. Algunos de los hospitales de Israel son totalmente privados aunque la mayoría son públicos, algunos son gestionados por el ministerio de salud, mientras que varios están a cargo de Clalit. En 2010, había 25.542 médicos en Israel, 3.36 médicos por cada 1000 personas. Esta relación es una de las más altas de todos los países industrializados.

### Clalit Health Services

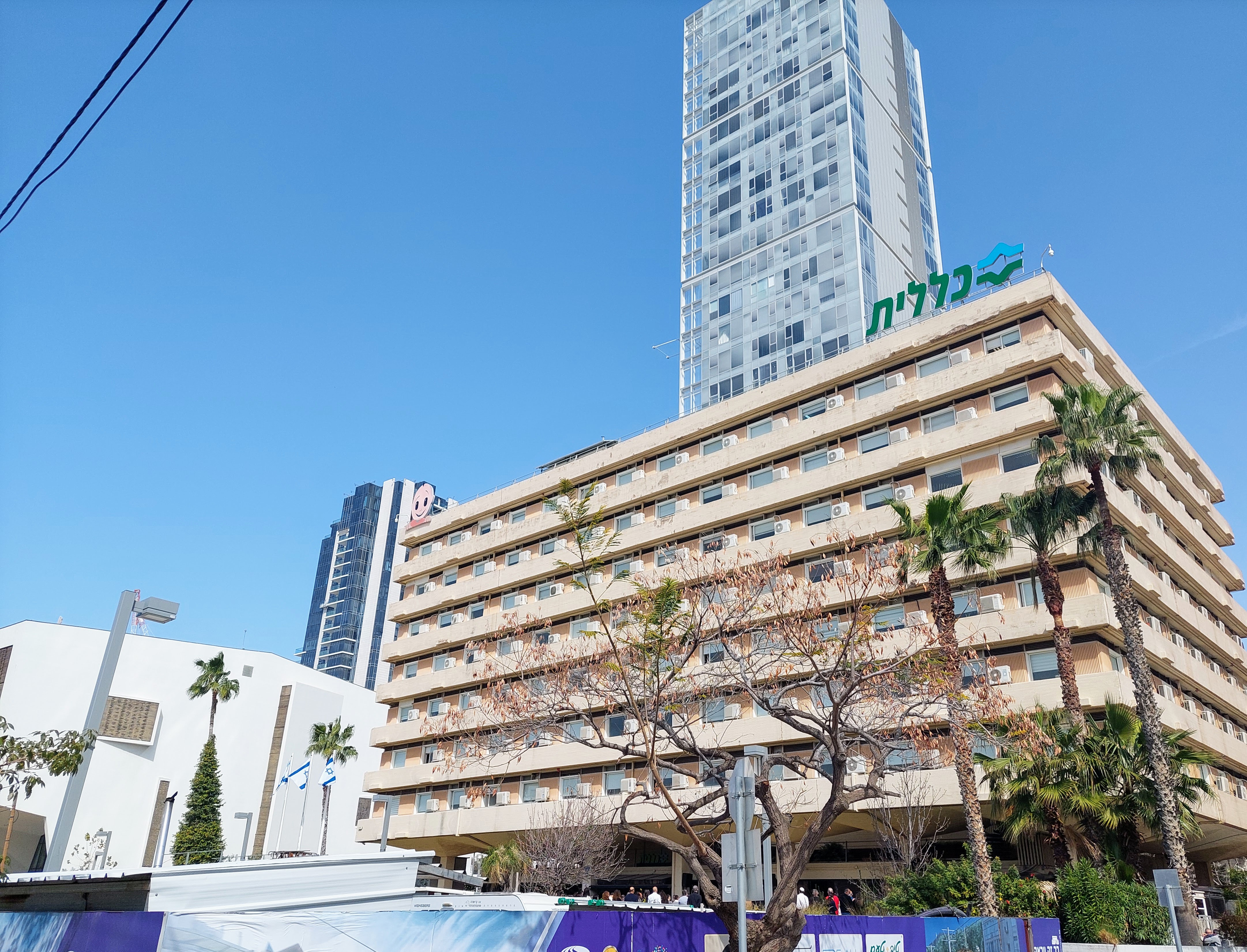
Las oficinas principales de la Administración General de Servicios de Salud, en la calle Arlozorov, en Tel Aviv-Yafo.

Clalit Health Services es una organización de servicios de salud en Israel. Clalit (en hebreo: שירותי בריאות כללית) es la mayor de las cuatro organizaciones de servicios de salud bajo el mandato estatal de Israel, encargada de administrar los servicios de atención médica y financiar a sus miembros. Todos los ciudadanos israelíes residentes en el país deben ser miembros de uno de los cuatro proveedores de salud. 

#### Historia
Ampliamente conocida como Kupat Holim Clalit, se estableció en 1911 como una sociedad de ayuda mutua. Cuando se fundó el estado sionista de Israel en 1948, Clalit jugó un papel decisivo en la prestación de atención médica a la afluencia masiva de nuevos inmigrantes. Hoy en día, es el mayor proveedor de servicios de salud públicos y semiprivados de Israel. Según la ley israelí, Clalit funciona como una entidad sin ánimo de lucro (ESAL). Las bases de Kupat Holim Clalit fueron sentadas por el Fondo de Salud de los Trabajadores de Judea, establecido en una convención de la Federación de Trabajadores de Judea, en diciembre de 1911. Históricamente, Clalit estuvo afiliado al movimiento laboral Histadrut. Para ser miembro de Clalit, había que afiliarse primero a la Histadrut. En enero de 1995, entró en vigor la ley de seguro médico nacional de Israel, creando un sistema de atención médica obligatoria basado en cuatro proveedores de servicios: Clalit, Leumit, Maccabi y Meuhedet. Clalit es el mayor de los cuatro fondos de salud con alrededor de 4,6 millones de miembros asegurados, lo que representa algo más de la mitad de la población israelí en 2020. Desde que entró en vigor la ley de 1995, la afiliación ha estado abierta a todos los ciudadanos y su vínculo con la Histadrut ha sido cortado.

#### Servicios
Clalit gestiona su propia red de hospitales en Israel (aunque también proporciona servicios, especialmente atención de urgencia, a miembros de otros fondos nacionales de salud).  Clalit opera 14 hospitales, incluidos hospitales psiquiátricos y un hospital de rehabilitación, todos ellos afiliados a universidades. Clalit gestiona más de 1.300 clínicas de atención primaria, así como una red de farmacias y clínicas dentales. Fue uno de los primeros en adoptar la tecnología de la información sanitaria con una inversión sustancial en registros médicos electrónicos. En 2015, casi el 60% de sus consultas pediátricas se realizaron por teléfono.

### Kupat Holim Meuhedet
Kupat Holim Meuhedet (en hebreo: קופת חולים מאוחדת) es la una organización de servicios médicos y seguros de salud de Israel y es uno de los cuatro fondos de salud exigidos por el estado (Kupot Holim) a los que los residentes israelíes deben pertenecer bajo la ley de atención médica universal de Israel. 

#### Historia
La organización fue fundada en 1974 como el resultado de una fusión de dos Kupot Holim: El Fondo Común de Salud (קופת חולים עממית) establecido en 1931 por Hadassah, y el Fondo General de Salud de los Sionistas (  קופת חולים של הציונים הכלליים) establecido en 1936. Estas dos organizaciones predecesoras se formaron durante el período prestatal del Yishuv, y al igual que los otros fondos de salud en Israel, siguieron el modelo de las sociedades médicas de ayuda mutua alemanas (Krankenkassen) de finales del siglo XIX e inicios del siglo XX. En 2005, Meuhedet se hizo cargo del hospital Misgav Ladach en Jerusalén, convirtiéndolo en un centro de diagnóstico, y en 2019 compró Nara Medical, que opera varios centros quirúrgicos privados en Israel. Uzi Bitan era el director ejecutivo en diciembre de 2022.

## Hospitales generales
Algunos hospitales generales en Israel son estatales y son gestionados por el Ministerio de Salud, otros en cambio son privados, algunos de ellos son gestionados por la organización Clalit Health Services.

### Hospitales generales públicos
- Centro Médico Sheba - Tel HaShomer
- Centro Médico Wolfson Edith - Holon
- Centro Médico Hillel Yaffe - Hadera
- Centro Médico Rambam - Haifa
- Centro Médico Bnai Zion - Haifa
- Centro Médico de Galilea - Nahariya
- Centro Médico Ziv - Safed
- Centro Médico Baruch Padeh - Tiberíades
- Centro Médico Barzilai - Ascalón
- Centro Médico Isaac Shamir - Beer Ya'aqov

### Hospitales generales de propiedad privada
- Centro Médico Assuta Tel Aviv - Tel Aviv
- Centro Médico Hadassah - Jerusalén
- Centro Médico Shaare Zedek - Jerusalén
- Hospital Bikur Cholim - Jerusalén
- Hospital Laniado - Netanya
- Centro Médico Herzliya - Herzliya
- Hospital Italiano de Haifa - Haifa
- Hospital Nazaret - Nazaret

### Hospitales generales gestionados por Clalit
- Centro Médico HaEmek - Afula
- Centro Médico Kaplan - Rejovot
- Centro Médico Lady Davis Carmel - Haifa
- Centro Médico Meir - Kfar Sava
- Centro Médico Rabin - Petah Tikva
- Centro Médico Soroka - Beer Sheva
- Centro Médico Yoseftal - Eilat

## Servicios de Emergencia
Los servicios de emergencia médica en Israel son proporcionados por la organización Maguén David Adom (MADA), que cuenta con la ayuda de United Hatzalah y la Media Luna Roja en algunas zonas del país y en los territorios palestinos.

## Turismo Médico
Israel se está convirtiendo en un destino popular para turistas que buscan atención médica especializada. En 2006, 15.000 extranjeros viajaron al país para los procedimientos médicos, con lo que en 40 millones de dólares de ingresos.
Los pacientes extranjeros escogen a Israel por varias razones. Algunos vienen de países europeos como Rumania, buscando ciertos procedimientos médicos que no están disponibles en dicho país. Otros vienen a Israel, tal vez con mayor frecuencia de los EE. UU., ya que pueden recibir atención médica de calidad a una fracción del costo, tanto para cirugías y  fertilización in-vitro tratamientos médicos en general.
Otros turistas en busca de atención médica vienen a Israel para visitar el Mar Muerto, un recurso terapéutico de fama mundial. El Ministerio israelí de Turismo y varios proveedores profesionales de servicios médicos se han propuesto para generar conciencia de las capacidades médicas de Israel.